# Bijou Hills
Bijou Hills – jednostka osadnicza w Stanach Zjednoczonych, w stanie Dakota Południowa, w hrabstwie Brule.